# Cô dâu nhỏ xinh
Cô dâu nhỏ xinh (tiếng Hàn: 낭랑18세; Hanja: 娘朗18歲; Romaja: Nangrang 18-se; tiếng Anh: Sweet 18) là bộ phim truyền hình Hàn Quốc chiếu trên đài KBS2 năm 2004. Bộ phim là câu chuyện hài hước xoay quanh cuộc hôn nhân tiền định giữa Kwon Hyuk-joon của dòng họ Kwon ở Andong và Yoon Jung-sook của dòng họ Yoon ở Papyung. Để kết thêm mối giao hảo giữa hai nhà sau ba thế hệ gây chiến, cả hai gia tộc đã quyết định sắp đặt cuộc hôn nhân giữa cháu đích tôn của dòng họ Kwon và cháu gái duy nhất của dòng họ Yoon.

## Nội dung
Yoon Jung-sook (Han Ji-hye) là một nữ sinh trung học năng động nhưng cũng lắm mơ mộng. Một ngày nọ, cô tình cờ đụng phải một anh chàng trong bộ trang phục truyền thống khiến anh làm rơi quyển "Xuất sư biểu" nổi tiếng của Gia Cát Lượng, một quyển sách mà ông nội của cô từng rất trân quý. Cô ngay lập tức phải lòng anh mặc dù chưa hề thấy mặt. Sau đó, cô biết được rằng chàng trai đó chính là Kwon Hyuk-joon (Lee Dong-gun) - một công tố viên, người mà cô đã được ông nội hứa hôn cho. Mặc dù nhỏ hơn anh đến 10 tuổi nhưng Jung-sook vẫn quyết định sẽ kết hôn với anh, trở thành một bà nội trợ đảm đang thay vì vào đại học. Tuy nhiên, sự khác nhau về tuổi tác và suy nghĩ giữa hai người đã gây ra nhiều phen dở khóc dở cười. Hơn nữa, cuộc hôn nhân của họ còn gặp không ít trắc trở khi mối tình đầu của Hyuk-joon trở về và quyết giành lại anh từ tay Jung-sook.

## Phân vai
- Han Ji-hye vai Yoon Jung-sook
- Lee Dong-gun vai Kwon Hyuk-joon
- Lee Da-hae vai Moon Ga-young
- Lee In (nghệ danh là Lee Joon) vai Ji Nam-chul
- Yoo Hye-jung vai Kwon Sun-ah
- Park Hyung-jae vai Seo Jong-chan
- Lee Soon-jae vai ông của Hyuk-joon
- Kim Hae-sook vai mẹ của Jung-sook
- Lee Eun-joo vai Seo Hyun-joo (bạn của Jung-sook)
- Lee Eun-shil vai Eun-joo (bạn của Jung-sook)
- Kim Sun-hwa vai Bà Kim

### Khách mời
- Jung Kyung-ho vai bạn hẹn hò của Jung-sook
- Jang Joon-young vai chú của Hyuk-joon và Sun-ah
- Kim Ki-hyun vai trưởng bối dòng họ Kwon
- Woo Kyung-ah vai bạn của Jung-sook
- Kim Min-ji vai bạn của Jung-sook